# William Somerset Maugham
William Somerset Maugham (25. ledna 1874, Paříž – 16. prosince 1965, Saint-Jean-Cap-Ferrat poblíž Nice) byl anglický spisovatel a dramatik.

## Život
Narodil se v Paříži, kde jeho otec pracoval jako právník na britské ambasádě. Rodiče ale brzy zemřeli, takže se vrátil do Anglie k příbuzným. Navštěvoval King’s School v Canterbury, dále studoval lékařství na univerzitě v Heidelbergu. Později pracoval v nemocnici sv. Tomáše v Londýně. Po publikování prvních dvou povídek se cele věnoval psaní.
První literární pokusy mu nezískaly ani slávu, ani peníze. Po mnoho let žil jako spisovatel ve Francii, nejprve na jihu, kde zlepšil své zdraví, podlomené tuberkulózou, a později v Paříži, kde žil na hranici chudoby. Peníze se mu podařilo získat až prostřednictvím dramatické tvorby.
Za první světové války Maugham sloužil v britské rozvědce, byl vyslán do Sovětského svazu. Později líčil tuto práci jako krajně jednotvárnou a monotónní. Tam také poznal Fredericka Geralda Haxtona, který byl jeho milencem až do roku 1944, kdy zemřel.
V roce 1917 si v New Jersey vzal projektantku Maud Gwendolen Syrie Barandovou, dceru doktora Thomas John Barnardo (zakladatele organizace na ochranu práv dětí). Manželství trvalo jedenáct let, jedna z příčin jeho rozpadu byla Maughamova homosexualita. V tomto manželství se narodila dcera Elizabeth Mary Maughamová (1915–1998).
V roce 1947 Maugham založil Cenu Somerseta Maughama, která je dosud udělována britským spisovatelům mladším pětatřiceti let. V současné době získává nositel ceny 35 000 liber.
Po posledních několik desítek let své spisovatelské kariéry žil v Cap Ferrat v jihovýchodní Francii, odkud jezdil do celého světa, hlavně do jihovýchodní Asie. V roce 1954 ho Alžběta II. vyznamenala Řádem společníků cti. Maugham zemřel v roce 1965 na Francouzské riviéře.

## Tvorba
Nejslavnějším Maughamovým dílem je částečně autobiografický román O údělu člověka (Of Human Bondage, 1915). Její hlavní hrdina Philip Carey je sirotek, podobně jako autor. Mimoto napsal Maugham mnoho povídek a divadelních her.
Povídka Nádoba hříchu byla v roce 2002 zpracována v Českém rozhlasu jako rozhlasová hra, překlad a dramatizace: Oldřich Knitl, režie: Ivan Chrz
Román Barevný závoj (The Painted Veil) byl v roce 2024 zpracován v Českém rozhlasu jako desetidílná četba na pokračování. Z překladu Pavla Pokorného pro rozhlas upravila Marina Feltlová, v režii Izabely Schenkové četla Klára Suchá.